# Podol'skij rajon
Il Podol'skij rajon (in russo Подольский район?) era un rajon dell'Oblast' di Mosca, nella Russia europea; il capoluogo era Podol'sk. Istituito nel 1929, nel 2010 ospitava una popolazione di circa 79.000 abitanti. Nel 2012 in seguito a una riforma amministrativa ha ceduto parte del suo territorio alla città di Mosca, dopodiché ricopriva una superficie di 281,45 chilometri quadrati. È stato soppresso nel 2015.